# Corrigiola litoralis
Corrigiola litoralis , comummente conhecida como correjola, é uma espécie de planta com flor pertencente à família Caryophyllaceae. Pertence ao grupo fisionómico dos caméfitos. 
A autoridade científica da espécie é L., tendo sido publicada em Species Plantarum 1: 271. 1753.

## Nomes comuns
Esta espécie dá ainda pelos seguintes nomes comuns: corrijola, corrigíola e erva-pombinha.

## Etimologia
A etimologia de «correjola» e das corruptelas «corrijola» e «corrigíola» advém do étimo latino corrigiola, que dá nome ao taxón desta espécie.
O étimo latino corrigiola é o diminutivo  de corrigia, que em latim significa correia ou atilho. O vocábulo litoralis, por seu turno, também é uma palavra latina e significa «costeiro; litoral».

## Descrição
Trata-se duma planta rasteira, herbácea terófita.
Dispõe de ramos delgados, normalmente de coloração avermelhada, que podem ascender até aos 35 centímetros, sendoparticularmente ramificados desde da base do tronco. 
As folhas são ligeiramente suculentas e, quanto ao formato, podem ser sésseis ou semi-sésseis; lineares ou oblanceoladas; agudas ou obtusas.
Quanto às estípulas, podem ser acuminadas, denticuladas ou semi-auriculadas, no que diz respeito ao feitio.
Conta, ainda, com uma profusão de flores de pedicelo curto, que despontam em cimeiras densas, axilares e terminais. Estas flores exibem sépalas de um milímetro, com formato ovado-obtuso, e são sensivelmente mais compridas do que as pétalas.

## Portugal
Trata-se de uma espécie presente em território português, nomeadamente os seguintes táxones infraespecíficos:
- Corrigiola litoralis subsp. litoralis - presente em Portugal Continental e no Arquipélago da Madeira. Em termos de naturalidade é nativa de Portugal Continental, encontrando-se em todas as zonas do território continental[3], e introduzida no Arquipélago da Madeira. Não se encontra protegida por legislação portuguesa ou da Comunidade Europeia.
- Corrigiola litoralis subsp. perez-larae - presente em Portugal Continental. Em termos de naturalidade é nativa da região atrás referida. Não se encontra protegida por legislação portuguesa ou da Comunidade Europeia.

## Ecologia
É uma espécie ruderal, que  privilegia os terrenos sáfaros.

## Farmacologia
O caule e folhas desta planta têm propriedades tonificantes e estomacais.